# Reason EP
Reason EP – drugie EP amerykańskiej grupy rockowej The Fray. Album został wydany niezależnie w 2003 roku, a w październiku 2007 roku nakładem Epic Records ukazała się jego reedycja.
Na perkusji w utworach "Oceans Away" i "Some Trust" grał Zach Johnson, pierwszy perkusista zespołu. Z kolei na gitarze w piosence "Together" grał Mike Ayars. Utwór "Vienna" ukazał się także na albumach How to Save a Life oraz Movement EP. "Oceans Away" również został wydany na Movement EP.

## Lista utworów
1. "Together" – 2:25 (Slade, King)
2. "Some Trust" – 3:01 (Slade, King)
3. "Vienna" – 3:50 (Slade, King, Battenhouse)
4. "Without Reason" – 3:38 (Slade, King)
5. "City Hall" – 3:09 (Slade, King)
6. "Oceans Away" – 3:59 (Slade, King)
7. "Unsaid" – 3:05 (Slade, King)